# Vermiculure
La vermiculure (surtout employé au pluriel) est un motif ornemental composé de fines sinuosités. Dénommée aussi vermicule ou glyphe vermiculé, elle a pour adjectif le mot « vermiculé » (une pierre vermiculée, par exemple). Ce motif d'ornementation est en forme de galeries de vers, décrivant des courbes sinueuses courtes et irrégulières gravées en creux dans la pierre (bossage).

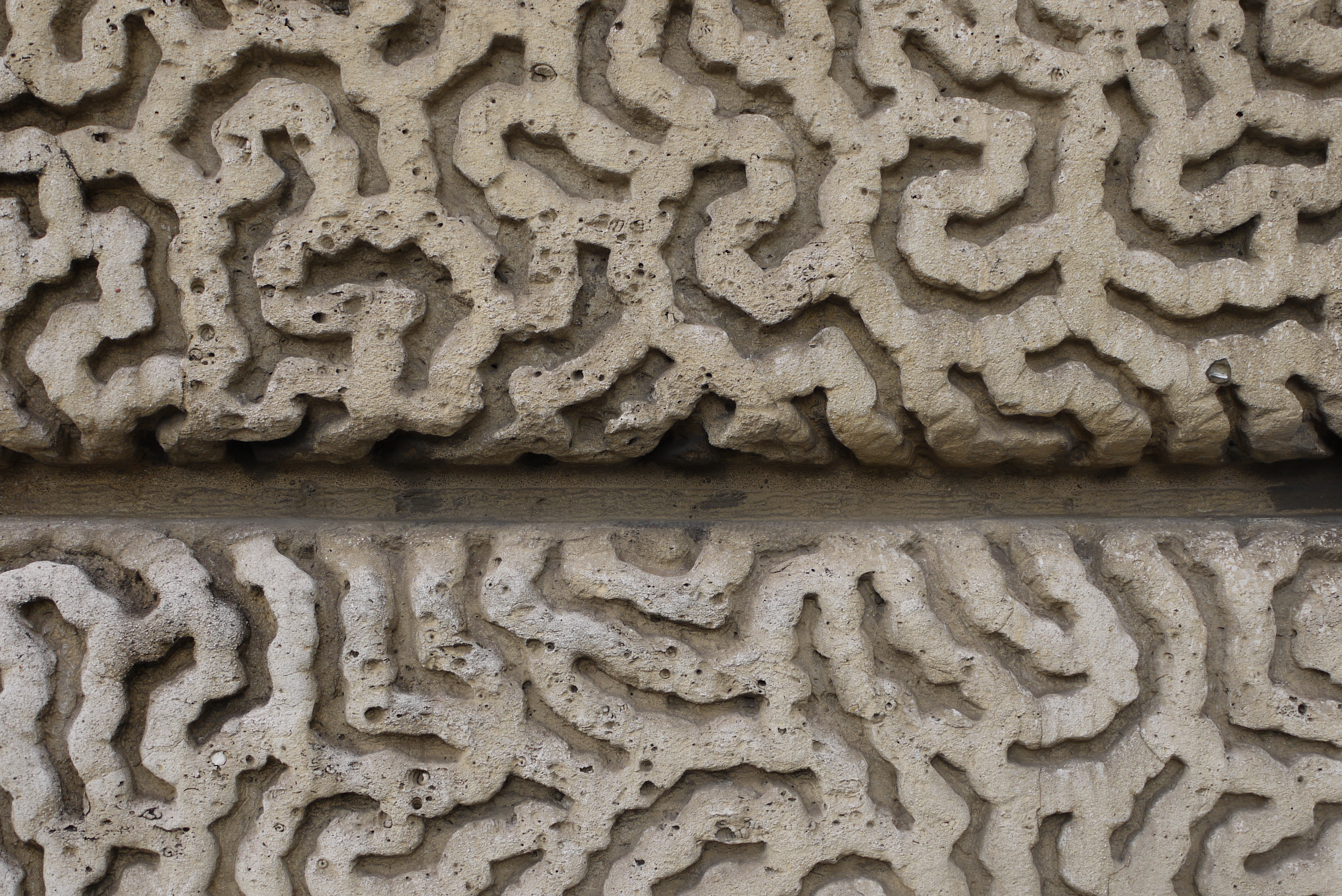
Glyphes vermiculés sur la porte Saint-Martin (Paris).